# Суходул-Шляхецький
Суходул-Шляхецький (пол. Suchodół Szlachecki) — село в Польщі, у гміні Сабне Соколовського повіту Мазовецького воєводства.
У 1975-1998 роках село належало до Седлецького воєводства.